# 平野恒雄
平野 恒雄（ひらの つねお）劇団ふぁんハウス主宰（設立：1998年12月）作・演出も手がける。
俳優・中村敦夫の事務所に所属し、刑事ドラマなどで活躍。
一度は廃業したが、友人の紹介で視覚障害者の演技指導を任されたのがきっかけで劇団をたちあげた。

## 出演
- 大河ドラマ 太平記 明石出雲介役
- あぶない刑事「温情」君塚役
- あきれた刑事
- 刑事貴族「その時白衣の天使になった」
- もっとあぶない刑事「奇策」
- 石原プロダクション製作・ゴリラ・警視庁捜査第8班
- 火曜サスペンス劇場　女検事・霞夕子シリーズ・家庭教師の殺人
- 隠密・奥の細道
- 特捜ロボジャンパーソン
- 集団左遷
- BAD HISTORY
- スケバン刑事シリーズ全編

他多数
Vシネマ
- パチンコ物語・闇のゴト師軍団

舞台
- 劇団ふぁんハウス全公演
- 新宿コマ劇場小林幸子特別公演
- 燃える南十字星
- アガサクリスティー・そして誰もいなくなった

他多数